# Seleção Zambiana de Futebol
A Seleção Zambiana de Futebol representa a Zâmbia nas competições de futebol da FIFA. É filiada à FIFA, CAF e à COSAFA.
Também são conhecidos como Chipolopolo ("Balas de Cobre", no idioma bemba) em referência ao estilo veloz de jogo da seleção zambiana e ao metal cuja extração é vital para a economia do país.

## Pioneiros do futebol africano
A primeira grande aparição de uma seleção do continente negro no cenário futebolístico mundial foi na Copa de 1990 quando Camarões surpreendeu a campeã Argentina por 1x0. Dois anos antes, no entanto, no torneio de futebol das Olimpíadas de Seul, Zâmbia deixou o mundo da bola boquiaberto ao fazer 4x0 nada menos que na Itália de Tacconi, Carnevale e Baggio. Embora os Chipolopolo fossem eliminados pela Alemanha Ocidental pelo mesmo placar, ficaram na história como uma das maiores "zebras" da história do futebol.

## Uma trajetória marcada pela tragédia
Em 27 de abril de 1993, um avião da Força Aérea zambiana que levava os Chipolopolo para uma partida das Eliminatórias para a Copa de 1994, explodiu logo após decolar de uma aeroporto no Gabão, onde havia sido reabastecido. Dezoito jogadores, três dirigentes da Associação de Futebol da Zâmbia (FAZ) e cinco militares pereceram. As investigações a respeito das verdadeiras causas do acidente nunca foram completadas, e os Chipolopolo perderam muito do espaço que haviam conquistado nos anos anteriores. Era comentado que aquele time seria uma das grandes surpresas da Copa de 1994.
No dia 12 de fevereiro de 2012, quase 19 anos após a tragédia, Zâmbia entra para a história derrotando nos pênaltis a Costa do Marfim e conquistando pela primeira vez a Copa Africana de Nações.

## Títulos
| CONTINENTAIS | CONTINENTAIS                   | CONTINENTAIS | CONTINENTAIS                        |
|              | Competição                     | Vezes        | Ano                                 |
| ------------ | ------------------------------ | ------------ | ----------------------------------- |
|              | Campeonato Africano das Nações | 1            | 2012                                |
|              | Copa CECAFA                    | 2            | 1984 e 1991                         |
|              | Copa COSAFA                    | 6            | 1997, 1998, 2006, 2013, 2019 e 2022 |